# Chiesa cattolica a Tuvalu
La Chiesa cattolica a Tuvalu è parte della Chiesa cattolica in comunione con il vescovo di Roma, il papa.

## Organizzazione territoriale
L'unica circoscrizione ecclesiastica presente nel piccolo arcipelago è la missione sui iuris di Funafuti, fondata nel 1982.
Su un totale di 10 000 abitanti, attualmente vi sono circa 109 cattolici nell'arcipelago.
Il superiore della missione di Tuvalu fa parte della Conferenza episcopale del Pacifico.

## Rappresentanza diplomatica
Lo stato di Tuvalu è uno dei pochissimi stati del mondo che ancora non hanno allacciato relazioni diplomatiche con la Santa Sede. Il rappresentante del papa presso la Chiesa locale è il delegato apostolico nell'Oceano Pacifico, che è anche nunzio apostolico in Nuova Zelanda e risiede a Wellington.